# Syncarpie

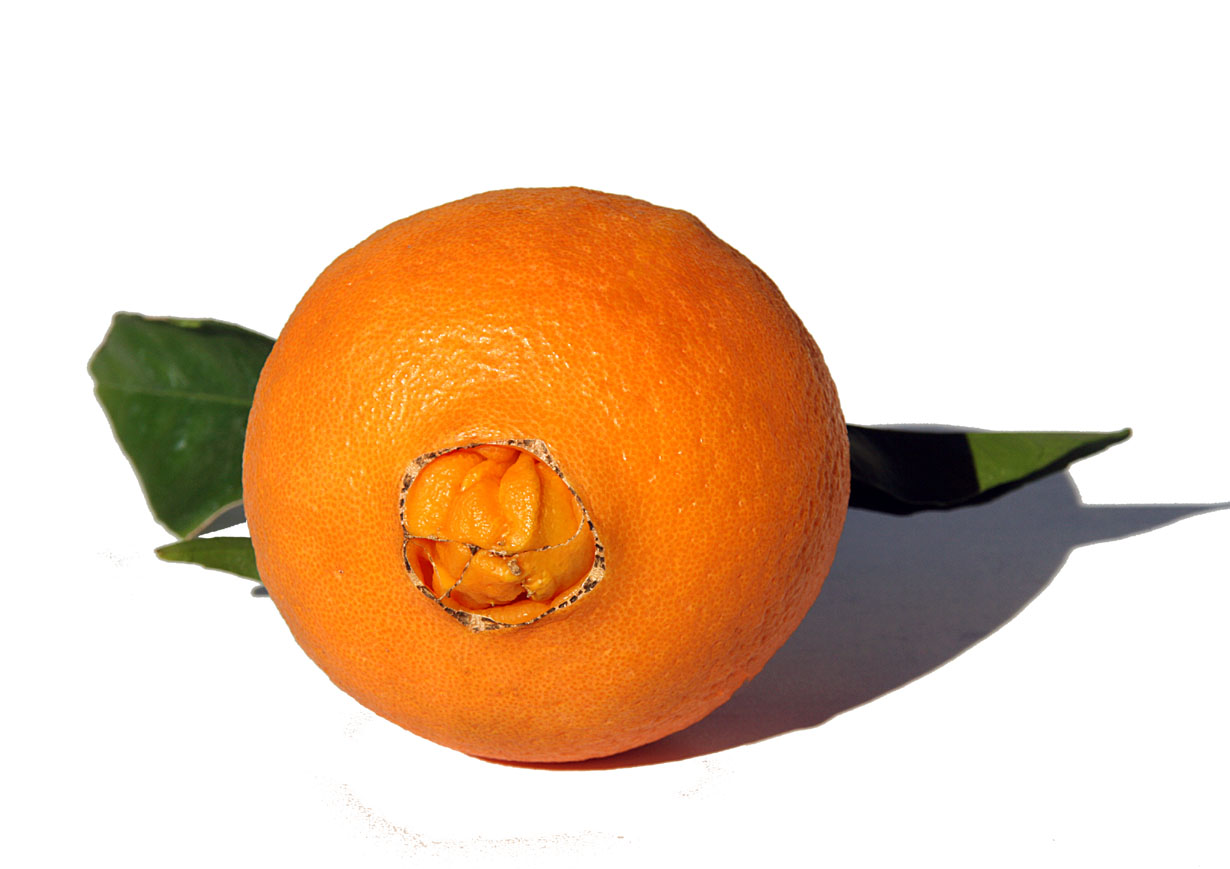
Orange navel (navelina) la syncarpie rend le fruit stérile, sans pépins.

La Syncarpie est, chez les plantes à graines, la fusion des carpelles d'une fleur pour former un seul ovaire, elle provoque une soudure anormale qui engendre le développement d'un fruit dans lequel est soudé un fruit secondaire. Elle est considérée comme une monstruosité chez les plantes apocarpe (aux carpelles distincts, libres, non fusionnés) et fréquente chez les agrumes, où elle peut être un heureux accident comme chez l'orange navel.

## Dénomination
Du grec σύν ensemble et καρπός fruit. donne l'anglais syncarpy, l'allemand synkarpie ou syncarpie. Le terme a débordé la botanique, il est mentionné en vocabulaire vétérinaire pour désigner une évolution «poly dactyle et poly métacarpien chez le cheval (dans le carpe, surtout dans le tarse, qui tendent à la syncarpie et à la syntarsie, par diminution du nombre des os)». Syncarpe est un nom commun parfois féminin («La syncarpe est un fruit multiple provenant de plusieurs ovaires réunis dès leur premier développement» - André Talmont) parfois masculin selon les auteurs («le syncarpe  désigne collectivement tous les fruits multiples» - Antoine Salacroux). L'adjectif syncarpé est utilisé («Les fruits syncarpés sont formés par la réunion de plusieurs ovaires soudés ensemble dans une même fleur, exemple la pomme, l'orange»)
Charles Fermond (1864) écrivait: «les synophties ou soudures entre les bourgeons ou les embryons, les synanthies ou soudures entre les fleurs, les syncarpies ou soudures entre les fruits». La synanthie, union des pièces carpellaires voisines par les enveloppes ou par le support entraine la syncarpie des fruits. Dans la synophtie, soudure de 2 embryons dans une même graine (cas chez les agrumes, le mélèze et de nombreux pins) ou de 2 graines, la soudure se fait dans le sens de l'axe de l'embryon, elle peut aller jusqu'à la fusion. Il existe aussi des synophties de bourgeon. La synanthie peut aller jusqu'à la soudure des fleurs.

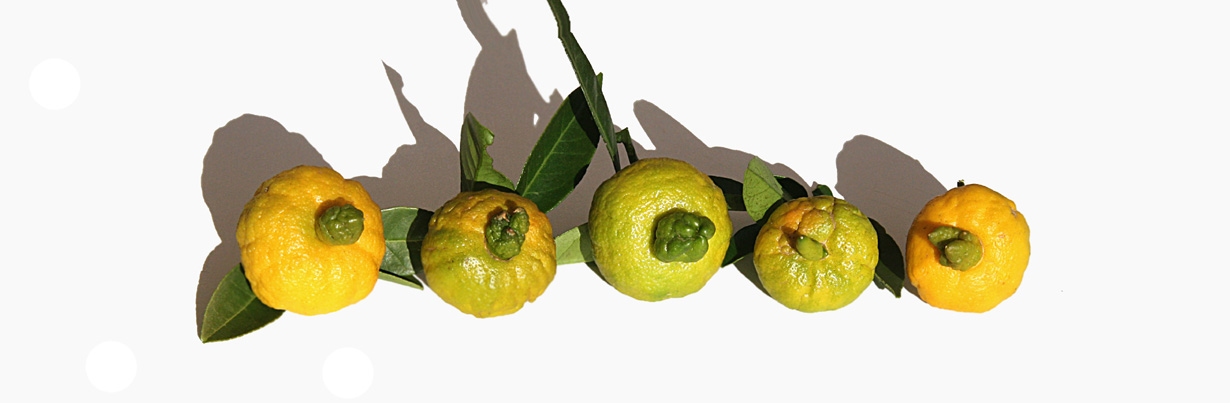
Syncarpies fréquentes chez la lime pursha (C. limetta)

Ne pas confondre avec Syncarpia qui est un genre des Syncarpieae, tribu de la famille des Myrtaceae.

## Description

### Gradient
La syncarpie prend divers niveaux d'intensité, le gradient va de la fusion intégrale aux carpelles entièrement fusionnés en une seule ou syncarpe chez la tulipe (Tulipa sp.) et chez certains pommiers à l'apocarpie avec carpelles entièrement libres chez le fraisier (Fragaria sp.) par degrés ou syncarpie imparfaite:
- La syncarpie parfaite est considérée comme un avantage évolutif : en effet, chez le pommier elle limite les pollinisations défaillantes[9],
- carpelles fusionnés uniquement à leur base, styles et stigmates séparés, comme chez la nigelle[10].

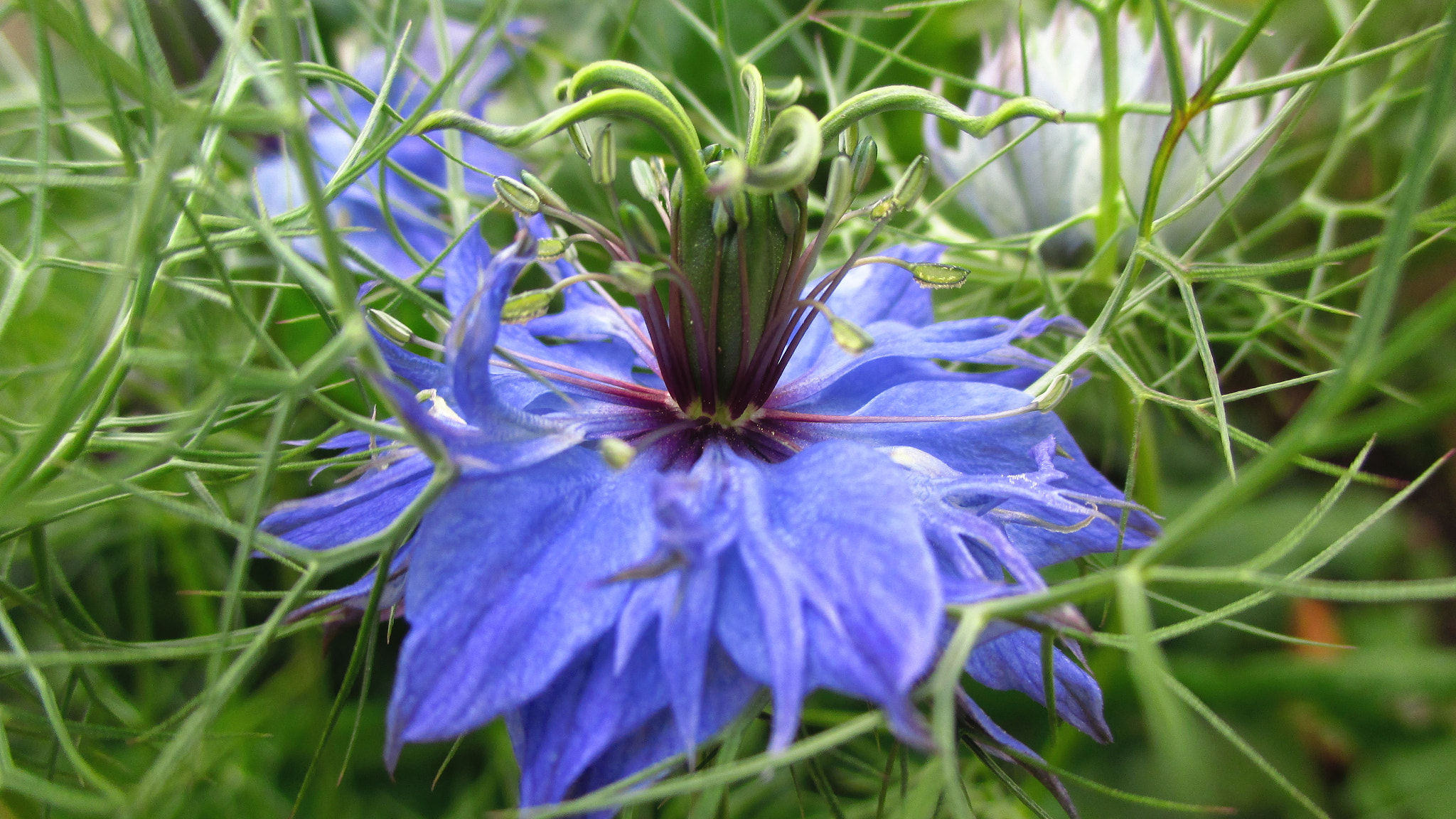
Soudure quasi totale des 5 ovaires de la nigelle de Damas. Les styles sont libres. Le fruit sera cloisonné.

- carpelles partiellement sauf stigmates qui demeurent (chez les Apocynaceae ) les ovaires sont distincts. La zone de communication inter-carpelle où les tubes polliniques peuvent se croiser (compitum) est nommée parfaite chez le pommier,
- la fusion des carpelles uniquement à l'extérieur avec des tubes polliniques de chaque carpelle qui demeure séparés sur toute leur longueur sont nommée pseudo-syncarpie.
- l'apocarpie est le contraire de la syncarpie: les carpelles sont totalement libres - par exemple le rosier[11].

A. G. Parrot classe les syncarpies en 3 groupes:
- l'homosyncarpie :  fruits soudés issus de la même fleur qui présente une synanthie préexistante,
- l'hétérosyncarpie: les fruits soudés issus de fleurs voisines plus ou moins adhérentes,
- la fasciosyncarpie: les fruits sont soudés après fasciation (aplatissement) de la tige et de la hampe florale, qu'il distingue de
- la schizocarpie qui est un clivage des fruits[12].Syncarpie recherchée pour son effet décoratif sur un cédrat digité

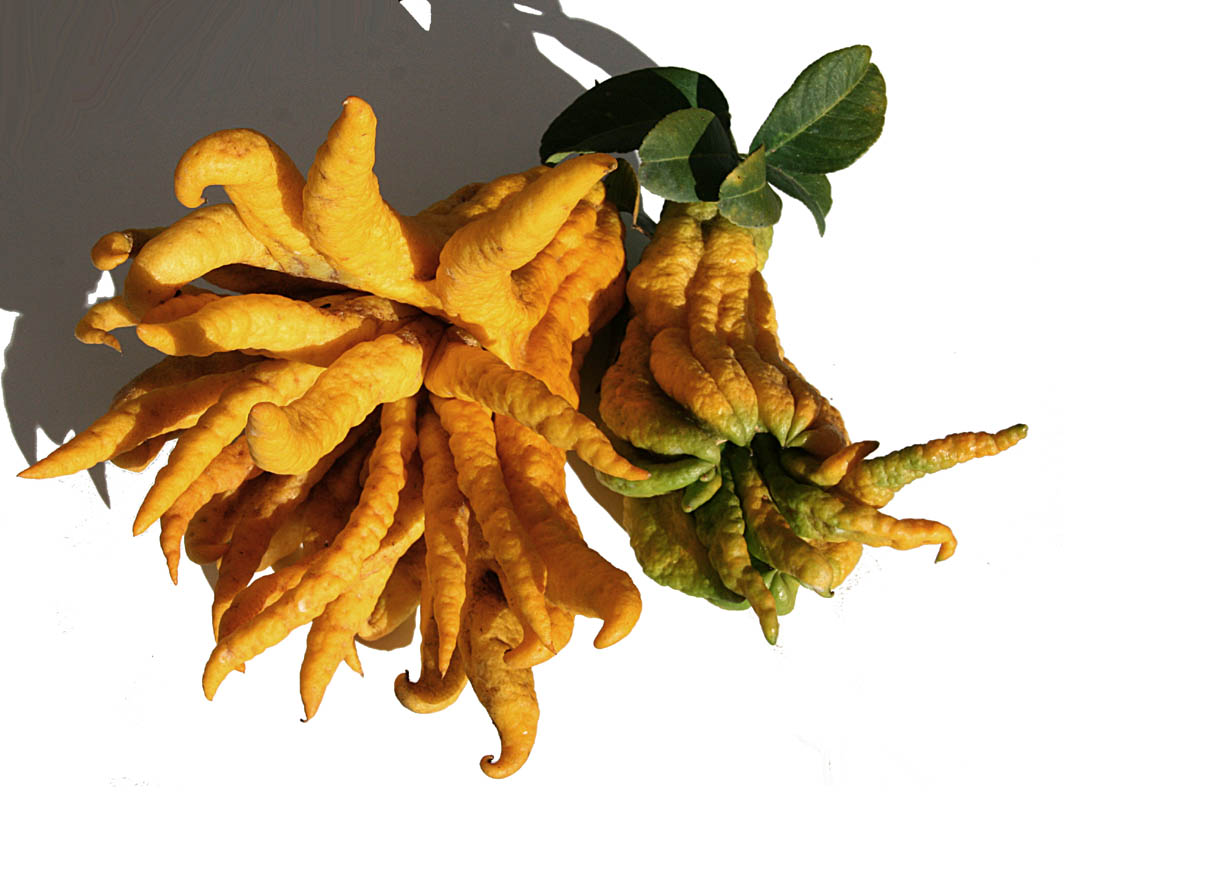
Syncarpie recherchée pour son effet décoratif sur un cédrat digité

### Diversité
La génétique montre que la syncarpie est apparue indépendamment à plusieurs reprises chez les angiospermes avec des régulations moléculaires distinctes, la régulation et la répression des gènes impliquées dans le développement du gynécée syncarpique impliquerait un rôle de l'auxine.
La syncarpie est décrite chez les Annonaceae, le melon, le poirier, le pommier, le noisetier, la prune d'Ente, les cerises; le raisins, les groseilles, les courges, les pois, les haricots, la banane. Les producteurs de fruits se sont aperçus que la syncarpie (fruits double ou multiples) n'était pas toujours un accident aléatoire («il existe aux environs de Bernay (Eure) un prunier qui constamment, depuis de longues années, ne porte que des fruits sondés deux à deux. II est très-rare qu'il en porte de simples» 1865) et que ces mutants syncarpiques peuvent être reproduits par greffe.
Une publication norvégienne (2002) analyses les effets de la fusion des carpelles sur la quantité et la qualité de la progéniture des angiospermes et dresse une phylogénie. Elle confirme «l'avantage évolutif de la syncarpie par rapport à l'apocarpie, il implique une augmentation de la quantité de progéniture détenue dans des conditions de pollinisation marginale. L'avantage en termes de qualité de progéniture a persisté dans une gamme plus large de conditions, y compris dans des taux de pollinisation assez élevés». L'évolution des plantes à fruit aurait dans un premier temps été la réduction du nombre de carpelles vers à la monocarpie, la syncarpie par adnation (fusion de verticilles) aurait donné naissance à l'encapsulage des graines. Des angiospermes syncapiques ont été trouvés au crétacé.

## Histoire

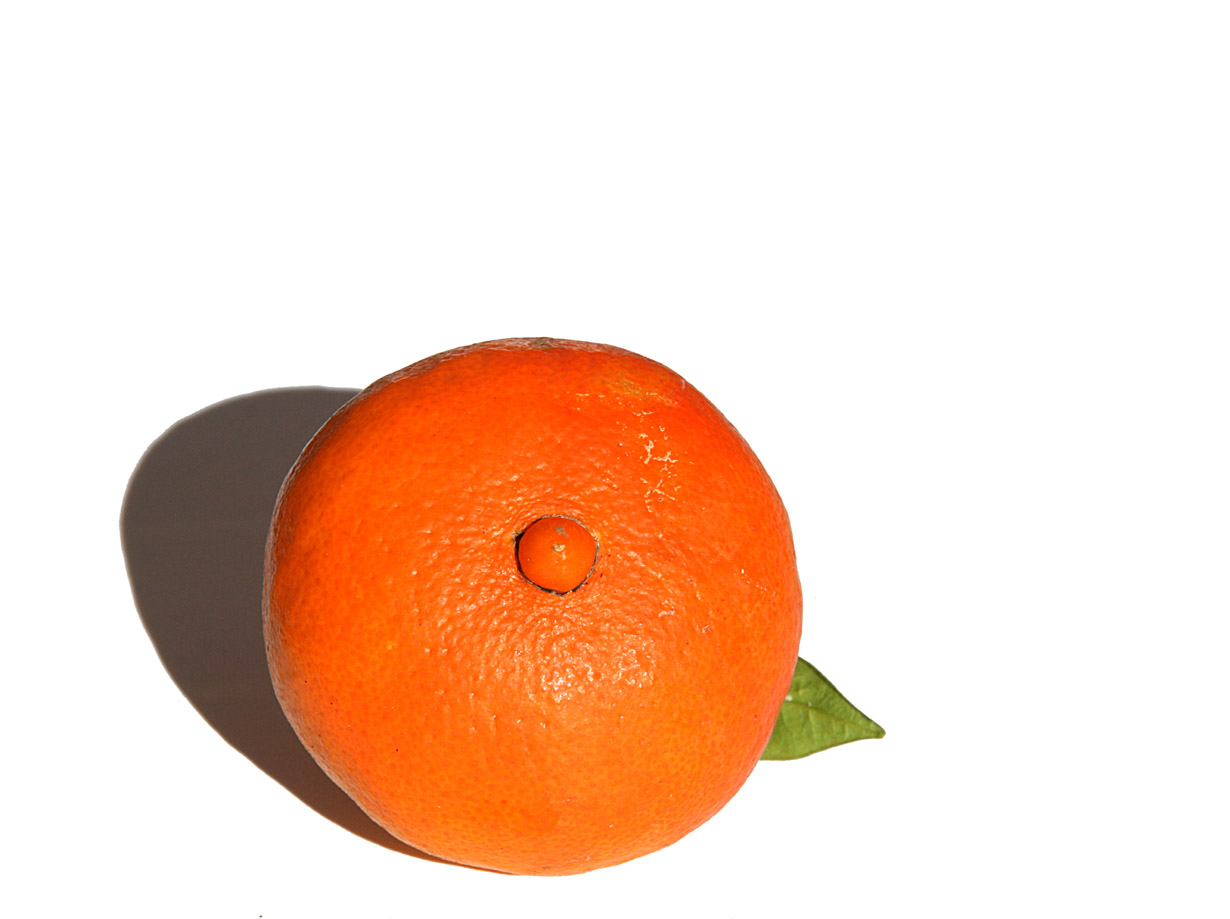
Rare syncarpie chez la clémentine Fine

En 1739 la Göttingische gelehrte Anzeigen mentionne chez les Papavéracées «une syncarpie qui ne repose probablement pas sur le même développement de l'ovaire dans tous les cas».
Charles-François Brisseau de Mirbel (1801) écrit : «Le mot syncarpe chez les fruits est attribué à Richard qui définit fruit, soit sec, soit charnu, résultant de la soudure de plusieurs pistils provenant d'une seule fleur. La définition que je donne des baies composées s'applique à un plus grand nombre de fruits, puisqu'elle réunit les syncarpes de Richard et les autres fruits composés des pistils de plusieurs fleurs qui n'ont pas de nom dans les auteurs». Richard décrit ainsi les fruits du magnolia, de l'annone, en 1988, T. Deroin émet l'hypothèse d'une proximité phylogénique des annonacées et des magnoliacées à partir de l'observation de la pseudo-syncarpie chez Annona senegalensis).
De Candolle donne une définition du syncarpe très générale: réunion de plusieurs péricarpes distinct dans un réceptacle commun, exemple la figue. Nicolas Philibert Adelon (1812) étend la notion aux «fruits agrégés (de Richard et De Candolle, sorose de Mirbel), comme la mûre, le fruit à pain, l’ananas, etc. On peut rapprocher de cette sorte le polychorionide de Mirbel, tel que la fraise, les fruits de ronce, de framboisier, des corossols, etc.». François Hérincq (1860) donne une définition toujours admise avec une description des degrés de cohérence: La syncarpie ou la soudure des fruits entre eux, est commune dans nos arbres fruitiers, et se présente quelquefois dans les autres végétaux [] Il ne la considère pas comme une anomalie systématique et établi «pour la loi générale, que la syncarpie résulte de la synanthie».
Dans la description de syncarpie chez le haricot (Phaseolus vulgaris) à Saint-Bonnet-le-Courreau en 1913 la soudure plus ou moins complète des haricots, deux à deux, par leurs bords carpellaires est attribuée aux contraintes environnementales défavorables (froids, altitude, fort ensoleillement). La vision de la syncarpie comme une monstruosité est de nos jours obsolète, bien au contraire elle est vue chez la plupart des angiospermes originairement apocarpiques comme une évolution avantageuse: avec une meilleure distribution des  tubes polliniques, une construction plus robuste, une diversité de dispersion au stade de la fructification.